# NFTO
NFTO Pro Cycling (UCI kode: NPC) er et britisk UCI Continental cykelhold. 'NFTO' er forkortelse for 'Not For The Ordinary'. Holdet blev etableret i 2014.

## Holdet i 2015
Oversigten er opdateret til og med 18. april 2015
|                 | Rytter          | Fødselsdag                 |
| --------------- | --------------- | -------------------------- |
| Dale Appleby    | Dale Appleby    | 9. december 1986 (38 år)   |
| Tom Barras      | Tom Barras      | 21. juni 1978 (46 år)      |
| Ian Bibby       | Ian Bibby       | 20. december 1986 (38 år)  |
| Edmund Bradbury | Edmund Bradbury | 10. september 1992 (32 år) |
| Eddie Dunbar    | Eddie Dunbar    | 1. september 1996 (28 år)  |
| Sam Harrison    | Sam Harrison    | 24. juni 1992 (32 år)      |
| Justin Hoy      | Justin Hoy      | 27. september 1978 (46 år) |
| James Lewis     | James Lewis     | 1. november 1990 (34 år)   |
| Rhys Lloyd      | Rhys Lloyd      | 23. januar 1989 (36 år)    |

|                        | Rytter                 | Fødselsdag                 |
| ---------------------- | ---------------------- | -------------------------- |
| James Lowsley-Williams | James Lowsley-Williams | 12. januar 1992 (33 år)    |
| Richard Mardle         | Richard Mardle         | 9. december 1980 (44 år)   |
| Zach May               | Zach May               | 25. juli 1995 (29 år)      |
| Jonathan McEvoy        | Jonathan McEvoy        | 2. august 1989 (35 år)     |
| Matthew Rowe           | Matthew Rowe           | 24. april 1988 (36 år)     |
| Rob Partridge          | Rob Partridge          | 11. september 1985 (39 år) |
| Steele Von Hoff        | Steele Von Hoff        | 31. december 1987 (37 år)  |
| Hugh Wilson            | Hugh Wilson            | 18. april 1987 (37 år)     |
| Joe Wiltshire          | Joe Wiltshire          | 1. marts 1996 (28 år)      |